# Пять центов со щитом
5 центов со щитом (англ. Shield nickel) — медно-никелевая монета США номиналом 5 центов, которая чеканилась с 1866 по 1883 годы. Имеет несколько разновидностей. За всё время было отчеканено более 128 миллионов экземпляров.

## История
Предпосылкой выпуска медно-никелевой монеты номиналом в 5 центов были финансовые затруднения времён гражданской войны в США. Не имея достаточного количества серебра для чеканки монет было принято решение выпустить монету из медно-никелевого сплава, которая циркулировала бы наравне со своим серебряным аналогом. Опыт выпуска медно-никелевых монет уже имелся, причём успешный. В 1865 началась чеканка медно-никелевых монет номиналом 3 цента.
Гравёр Джеймс Лонгакр сделал изображение аверса схожим с выпущенной ранее монетой в 2 цента. Находящийся в центре щит с 13 вертикальными полосами должен был символизировать состоятельность и единство государства, что было весьма актуально во время происходящих событий. Над щитом изображён крест, а над ним девиз «IN GOD WE TRUST». По бокам от щита располагаются две оливковые ветви — символы миролюбия. Под щитом обозначен год чеканки монеты.
Существует два типа реверса монеты. В центре располагается цифра 5, вокруг которой находится 13 звёзд. Между звёздами на первых монетах были помещены стрелы, которые в 1867 году были убраны. По боковым и верхнему краям монеты полукругом расположена надпись «UNITED STATES OF AMERICA», снизу «CENTS».

## Тираж
Все монеты данного типа были отчеканены на монетном дворе Филадельфии.
| Год                            | Отчеканено в Филадельфии                    |
| ------------------------------ | ------------------------------------------- |
| 1866                           | 14 742 500 (около 500)                      |
| 1867 (со стрелами) (без стрел) | 2 019 000 (около 75) 28 890 500 (около 600) |
| 1868                           | 28 817 000 (около 600)                      |
| 1869                           | 16 395 000 (около 600)                      |
| 1870                           | 4 806 000 (около 1000)                      |
| 1871                           | 561 000 (около 960)                         |
| 1872                           | 6 036 000 (около 950)                       |
| 1873                           | 4 550 000 (около 1100)                      |
| 1874                           | 3 538 000 (около 700)                       |
| 1875                           | 2 097 000 (около 700)                       |
| 1876                           | 2 530 000 (около 1150)                      |
| 1877                           | (около 510)                                 |
| 1878                           | (2350)                                      |
| 1879                           | 25 900 (3200)                               |
| 1880                           | 16 000 (3955)                               |
| 1881                           | 68 800 (3575)                               |
| 1882                           | 11 472 900 (3100)                           |
| 1883                           | 1 451 500 (5419)                            |

(в скобках обозначено количество монет качества пруф)
Суммарный тираж монеты составляет более 128 миллионов экземпляров.